# ریوهی رون تسوتسوئی
ریوهی رون تسوتسوئی (انگلیسی: Ryohei Ron Tsutsui؛ زادهٔ ۱ ژانویهٔ ۱۹۷۷) تهیه‌کننده فیلم است.